# 舊邁丹 (傑拉日尼亞區)
49°16′15″N 27°35′21″E / 49.27083°N 27.58917°E
舊邁丹（烏克蘭語：Старий Майдан）是位於烏克蘭西部的村莊，由赫梅利尼茨基州裡赫梅利尼茨基區的沃夫科溫齊市鎮負責管轄。該村始建於1600年，面積0.25平方公里，海拔高度330米，2001年人口46，人口密度每平方公里181.8人。